# Juan de la Cruz Gandarillas Guzmán
Juan de la Cruz Gandarillas Guzmán (Santiago, Reino de Chile, Imperio español, 1793-ibid., 14 de septiembre de 1866) fue un político chileno.

## Biografía
Hijo de Santiago Gandarillas Romero y de María del Carmen Guzmán Ibáñez. Casado en primeras nupcias con Enriqueta del Solar Rosales y, en segundo matrimonio con María Prado Prado, solo tuvo descendencia Gandarillas del Solar.
Dedicado a la agricultura en su hacienda en Maipo. Fue elegido Diputado por Santiago en 1828 y 1829, cargo al que fue reelegido tras el triunfo pelucón en la Guerra Civil de 1830.
Diputado por Santiago, en las Asambleas Provinciales de 1831, Asamblea Provincial de Santiago, 13 de marzo de 1831-marzo de 1833.
Posteriormente fue elegido en 1846 diputado por Talca, reelegido en 1849 hasta 1852.